# Filogenetsko stablo
Filogenetsko ili evolucijsko stablo pokazuje evolucijske odnose između raznih vrsta za koje se pretpostavlja da imaju zajedničke pretke. Time je filogenetsko stablo u stvari oblik kladograma. Svako grananje od predaka označava na stablu najbližeg zajedničkog pretka. Dužine grana označavaju procenjeno vreme kroz koje su se grupe organizama odvojeno razvijale, ili broj mutacija koje su se desile u tom vremenu. Svako čvorište na filogenetskom stablu smatra se taksonomskom zajednicom, pri čemu se unutrašnja čvorišta smatraju hipotetičkom taksonomskom zajednicom, ako se odgovarajuće vrste ne mogu posmatrati.

## Izvori podataka i njihovo interpretiranje
Filogenetska stabla danas se grade uglavnom na analizi segmenata gena pojedinih vrsta. Pri tome se izračunavaju dužine pojedinih segmenata istog gena (ili eventualno istih gena) određene vrste i koriste se sličnosti i razlike za izgradnju stabla. Vrste čiji su segmenti slični, verovatno se na stablu nalaze bliže od onih, kod kojih se iste sekvence jako razlikuju. Kako kompleksnost izračuna takvih stabala sa brojem segmenata eksponencijalno raste, za generisanje stabala koristi se heuristika. U standardne metode molekularno filogenetičke konstrukcije stabla spada više matematičko-statističkih metoda.
Cilj izrade filogenetskog stabla je što detaljnije objašnjenje evolucije. Danas je poznato, da se geni nisu razvijali ravnomjerno. Neki geni koji se danas nalaze kod čovjeka, imaju zajedničkog pretka samo sa čimpanzama, dok se neki drugi pojavljuju kod svih sisara, i tome slično. 
Zbog toga može da se dogodi, da filogenetske analize različitih gena iste vrste rezultuju različitim filogenetskim stablima od kojih je svako korektno. Kako bi se utvrdio razvojni niz kao i grananja u evoluciji pojedinih vrsta, neophodno je ispitivanje različitih segmenata gena. Osim toga, u interpretaciji treba uzeti u obzir kako rezultate klasične filogeneze tako i morfološka obeležja.

## Kritike
- Po definiciji, filogenetička stabla ne mogu da predstavljaju hibridiziranje niti lateralni transfer gena, koje su takođe važne metode prenosa gena. Zbog toga, neki naučnici zastupaju stanovište, da se ne treba da istražuje filogenetsko stablo, nego bi trebalo da se istražuje filogenetsku mrežu (ona se od filogenetskog stabla razlikuje time, da dozvoljava "poprečne veze" između vrsta koje inače nisu direktno srodne).
- Stabla, koja ne sadrže izumrle vrste treba interpretirati sa oprezom.

## Spoljašnje veze
- Tree of Life Web-Projekt (језик: енглески)